# Pedagogista
Il pedagogista è uno specialista dei processi educativi e formativi.
L'attività professionale del pedagogista comprende l'uso di strumenti conoscitivi, metodologici e di intervento per la prevenzione, l'osservazione pedagogica, la valutazione e l'intervento pedagogico sui bisogni educativi manifestati dal bambino e dall'adulto nei processi di apprendimento.

## Caratteristiche della figura professionale

### In Europa
Il percorso formativo del pedagogista e il suo ruolo nella società sono molto diversi da cultura a cultura. Nei paesi di lingua tedesca il termine Pädagoge è utilizzato quale sinonimo sia di "educatore" che di "docente", e in una seconda accezione significa "studioso di pedagogia", ma questa parola non configura alcuna denominazione professionale riconosciuta, mentre in Spagna la professione è organizzata formalmente in collegi su base regionale – per esempio il Colegio oficial de pedagogos y psicopedagogos de la Comunidad Valenciana.

### In Italia
La professione di pedagogista è disciplinata dalla Legge 55 del 15 aprile 2024 che istituisce anche l'Ordine delle professioni pedagogiche ed educative e l'Albo pubblico dei Pedagogisti, a partire dal 8 maggio 2024.
Il Pedagogista è considerato un professionista che svolge funzioni intellettuali con propria autonomia scientifica e responsabilità deontologica, con l’uso di strumenti conoscitivi specifici.
Svolge funzioni di consulenza pedagogica, progettazione, gestione, coordinamento dei servizi, intervento, supervisione, valutazione pedagogica, in vari contesti educativi e formativi, sia nei comparti socioassistenziale e socioeducativo, sia nel comparto sociosanitario quest'ultimo con riguardo agli aspetti socioeducativi, nonché attività didattica, di ricerca e di sperimentazione.
In particolare il pedagogista assume ruoli qualificati nelle seguenti aree:
- area scolastica: servizi di consulenza pedagogica nei Centri di informazione e consulenza delle scuole di ogni ordine e grado, coordinamento pedagogico speciale, progetti di intervento speciale per soggetti disabili, progetti di prevenzione del disagio sociale, della dispersione scolastica, del bullismo; servizi per l'orientamento, servizi di dopo-scuola e attività educative extrascolastiche, servizi specialistici (potenziamento e recupero) per utenti con bisogni educativi speciali (BES) e/o disturbi specifici dell'apprendimento (DSA) e in centri di formazione professionale; curare l'aggiornamento in servizio degli insegnanti su incarico degli Uffici scolastici regionali. Negli istituti superiori, come docente e supplente di scuola superiore o scuole secondarie di II grado pubbliche statali, inseriti nelle graduatorie GPS-GI (e nelle GM e GAE dopo i concorsi abilitanti) della propria provincia nelle cdc A 18 in filosofia e scienze umane ed A 19 in filosofia e storia, in qualità di:  docente di ruolo posto comune I fascia e di supplente posto comune II fascia; sia in qualità di docente di sostegno di ruolo dopo il corso TFA specializzazione sostegno, di 60 cfu in 1 anno accademico, inserimento in graduatorie di I fascia cdc A 18 e A 19, sia di supplente di sostegno tramite le GPS-GI GUI incrociate II fascia cdc A 18 e A 19, inoltre, nelle GPS-GI cdc PPPP personale educativo sia di ruolo I fascia, sia supplente di II fascia negli educandati e convitti. Inoltre, possono essere chiamati per le supplenze scuole pubbliche statali di altre provincie o regioni vicine (scuole viciniori). Inoltre, si possono inserire anche negli interpelli sulle varie piattaforme per le supplenze scuole pubbliche statali della propria e di altre provincie; si possono inviare anche le MAD alle scuole superiori private e paritarie della propria provincia e possono inserirsi tramite concorsi di enti locali in qualità di coordinatore pedagogico scolastico nelle scuole inquadrati come funzionari ed elevata qualificazione.
- area scientifica: attività di sperimentazione e ricerca universitaria seguendo la carriera accademica: cultore della materia, dottorato di ricerca, assegnista di ricerca o borsista di ricerca, ricercatore, docente associato, docente ordinario.
- area giuridica e forense: affido, adozione, situazioni di abuso, violenza e maltrattamento di donne e minori, criminalità minorile, nuove dipendenze adolescenti e adulti, divorzi, consulenze tecniche in cause e indagini civili in qualità di CTU (e ausiliario di CTU) civile iscritto all'Albo Nazionale Online dei CTU per il Tribunale Ordinario della propria residenza;  CTP ( e ausiliario di CTP) civile, libero professionista in collaborazione con gli avvocati; in cause penali in qualità di PERITI ( e Ausiliario di Perito) penale iscritti all'Albo Nazionale Online dei PERITI per il proprio Tribunale Ordinario di residenza; di CTP ( e ausiliario di CTP) penale libero professionista in collaborazione con avvocati; inoltre, CT ( e ausiliario di CT) civile e penale in Procura della Repubblica con i PM Pubblico Ministero per fasce deboli tramite MAD; Ausiliario di PG (e ausiliario di ausiliario di PG) penale della Polizia Giudiziaria tramite MAD;  di (GO Giudice Onorario non togato c/o i Tribunali Minorili, i Tribunali di sorveglianza e le Coorti d'Appello minori tramite concorsi).

Il Pedagogista penitenziario opera anche con la L. 26 luglio 1975, n. 354 ex art. 80 o.p. ordinamento penitenziario c/o l'UEPE Ufficio Esecuzione Penale Esterna e di Messa alla Prova costituita presso il nuovo Dipartimento della Giustizia Minorile e di Comunità per adulti e minori, in qualità di esperto esterno GOT, come consulente per le attività di osservazione e di trattamento,
inserendosi nelle liste; ed in qualità di funzionario giuridico pedagogico DGM interno tramite concorsi, opera nel sostegno alla rieducazione e al reinserimento sociale delle persone sottoposte a misure alternative al carcere cioè coordina e mette in rete le risorse - sia interne al carcere che esistenti sul territorio – necessarie alla risocializzazione del detenuto: attività culturali, ricreative e sportive, scolastiche, di avviamento al lavoro.
- area privata: il pedagogista è consulente pedagogico e può esercitare la professione in qualità di dipendente o di libero professionista in tutti i settori previsti dal ruolo. In regime Freelance,  ossia, di prestazione occasionale, con la ricevuta con ritenuta d'acconto per redditi inferiori a 5000€, oppure, per redditi superiori a 5000€ in qualita di libero professionista lavoratore autonomo,  con p.iva aperta, iscritti alla cassa di previdenza INPS gestione separata, codice ateco 889900, ed iscritti ad una polizza assicurativa per la responsabilità civile professionale per terzi, da decidere, facendosi fare dei preventivi con l'assicurazione, i regimi minimi e massimi.
- area socio-educativa, socio-assistenziale e socio-sanitaria: centri socio-educativi, centri occupazionali diurni, centri di accoglienza per disabili, asili nido, sezioni primavera, cooperative di lavoro deputate all'accoglienza delle persone con disabilità, oratori e ludoteche, centri di aggregazione giovanile, consultori, centri per le famiglie, servizi di sostegno alle famiglie, servizi di mediazione familiare, comunità residenziali per disabili, comunità residenziali per minori, servizi per minori stranieri, servizi di operatori di strada, clownterapia, servizi socio-culturali, informa-giovani, servizi socio-educativi degli enti locali, servizi per la tutela dei diritti dell'infanzia, cooperative sociali; centri di recupero per tossicodipendenti; servizi educativi in carcere; telefoni rosa e azzurri, e centri per la violenza su donne e su minori; servizi per l'inserimento lavorativo mirato per soggetti disabili o problematici per quanto riguarda la consulenza pedagogica e la progettazione educativa.

## Il colloquio pedagogico di consulenza
Il pedagogista attiva interventi pedagogici di tipo scientifico ed etico in vista di obiettivi univoci, seppur considerando l'eterogeneità delle condizioni umane e delle esigenze di ogni individuo. Il pedagogista, attraverso il colloquio di consulenza, agisce in funzione del miglioramento del benessere della persona e della sua qualità di vita. Il colloquio è educazione professionale in atto, finalizzata ai seguenti scopi:
- aumentare il livello di adattamento della persona;
- "tirare fuori" (ex-ducere) le potenzialità dell'individuo;
- realizzare un processo di empowerment, aumentando l'autostima della persona, il senso di autoefficacia, l'autodeterminazione;
- far emergere risorse individuali e accompagnare la persona verso un'appropriazione consapevole del potenziale individuale.[8]

Il pedagogista, nell’esercizio della sua professione, pone in essere la relazione d’aiuto di natura educativa, un’alternativa esclusiva alla relazione terapeutica formalmente intesa. Il pedagogista lavora attraverso la relazione e il dialogo di matrice socratica, applicando i momenti della confutazione e della maieutica. La relazione d’aiuto del pedagogista è una forma di intervento dialogico, differente dall’intervento psicologico-psicoterapeutico, in quanto si svolge sempre e comunque sul piano esplicito socio-relazionale in ordine a dimensioni essenziali quali: il progetto di vita, la relazionalità intersoggettiva, l’educare all’attività. La relazione d’aiuto messa in essere dal pedagogista è infatti totalmente esplicita; basata sul dialogo critico, sulla condivisione di riflessioni e comunicazioni; stimola il confronto; contribuisce a non perdere di vista la realtà concreta; guida ad affrontare in modo costruttivo le situazioni difficoltose favorendo ascolto, relazionalità e comunicazione. Il pedagogista distingue ciò che è conscio ma sottinteso e sottaciuto, da ciò che è inconscio e che è competenza di altre professionalità. Difatti il pedagogista opera nel conscio, seppur non discusso, e soprattutto sugli aspetti di vita educativa (es. problematiche familiari/relazionali) che non diventano oggetto di analisi critica.
Anche quando interpretato come momento di educazione terapeutica, il colloquio pedagogico di consulenza spiega la propria efficacia attraverso una «totale assenza di ritualità cliniche».
Il colloquio di consulenza pedagogica si situa nell'arco temporale del presente, e punta a un cambiamento nel comportamento, nel modo di porsi rispetto a se stessi. Il pedagogista non cerca elementi profondi, non elabora un'analisi diagnostica di motivazioni recondite, bensì lavora e si rapporta ai dati emergenti durante il colloquio. Il colloquio pedagogico, non configurandosi come cura terapeutica, rimane dunque coerente con il mandato epistemologico della pedagogia. La natura consulenziale del colloquio pedagogico è data dal fatto che il pedagogista aggiunge, agli elementi forniti dall'utente, la propria preparazione teorico-pratica e le proprie metodologie pedagogiche, per accompagnarlo verso un nuovo livello di sviluppo individuale.

## La supervisione pedagogica
La supervisione del pedagogista si qualifica come una particolare forma di consulenza che viene attivata principalmente in contesti lavorativi. La supervisione come pratica di supporto e potenziamento alla professione nasce in Inghilterra alla fine dell'Ottocento ad opera dei pastori Barnett, i quali per primi riconobbero la necessità di istituire un «supporto socio-pedagogico»  in grado di formare le professioni a carattere socio-educativo e socio-sanitario. L’idea era quella di offrire un sostegno a questi professionisti realizzando momenti di analisi delle esperienze e di individuazione di strategie operative da mettere in campo. Di recente la supervisione è vista come strumento utilizzato dal gruppo di lavoro in contesti «ad alto contenuto di relazioni di aiuto […] individuando sedi e tempi per un confronto generando opportunità per ri-orientare e umanizzare le relazioni che si svolgono all’interno dei servizi».
In ambito pedagogico la supervisione si occupa di sollecitare e favorire la pratica riflessiva delle professionalità educative impegnate nei vari servizi innescando «interconnessioni creative di sguardi e saperi in grado di fornire molteplici chiavi di lettura, rafforzare competenze, definire strategie di riprogettazione». Il pedagogista esperto in questi casi lavora affinché gli operatori modifichino e ridefiniscano le azioni in base alle esigenze che si trovano a dover soddisfare. La supervisione viene a definirsi, dunque, come «un sostegno efficace nel processo di strutturazione di un circolo virtuoso tra teoria e prassi: affinché si realizzino le condizioni per cui la teoria possa guidare la pratica, attraverso l’elaborazione di criteri di lettura della realtà».
Il supervisore lavora affinché gli educatori riflettano sul proprio agire professionale, prendendo coscienza di se stessi e del contesto in cui operano, «sviluppando un pensiero sull’esperienza, rapportandola agli schemi mentali, ai valori e alle interpretazioni sottese nonché alle caratteristiche del contesto di appartenenza osservandone i processi evolutivi e le risorse». Dopo aver fornito gli strumenti per avviare questa riflessione sulla prassi, il supervisore assume il ruolo di valutatore individuando i punti di forza e di debolezza ancora permanenti nel servizio. Nell’intraprendere un percorso valutativo l’esperto può scegliere tra due diversi tipi di valutazione: valutazione in itinere, in cui l’attenzione è rivolta ai cambiamenti in atto, o la valutazione di percorso dei partecipanti, in cui il supervisore predispone un «setting accogliente, facilitante e non giudicante in grado di accogliere la sfera privata di ogni soggetto» , in modo tale che educatori e gruppo possano condividere pensieri, valori e opinioni sul ruolo professionale ricoperto.